# Mühldorf (Karintia)
Mühldorf osztrák község Karintia Spittal an der Drau-i járásában. 2016 januárjában 1005 lakosa volt. 

## Elhelyezkedése

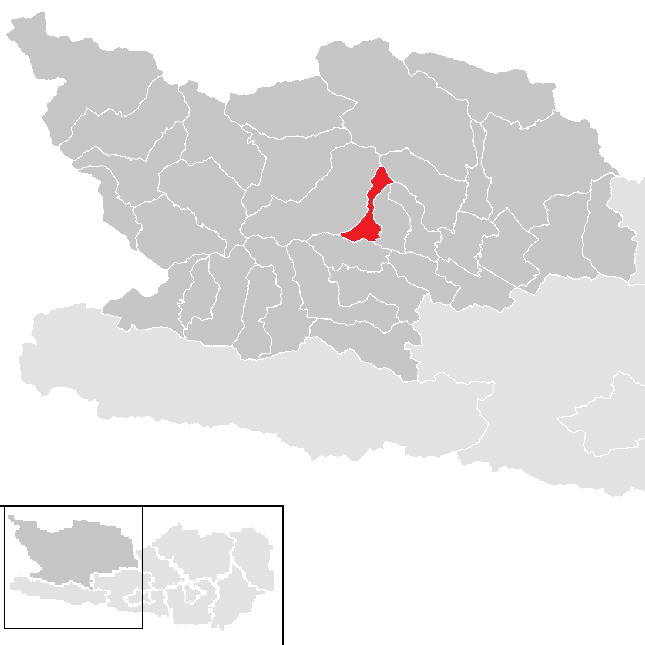
Mühldorf a Spittali járásban

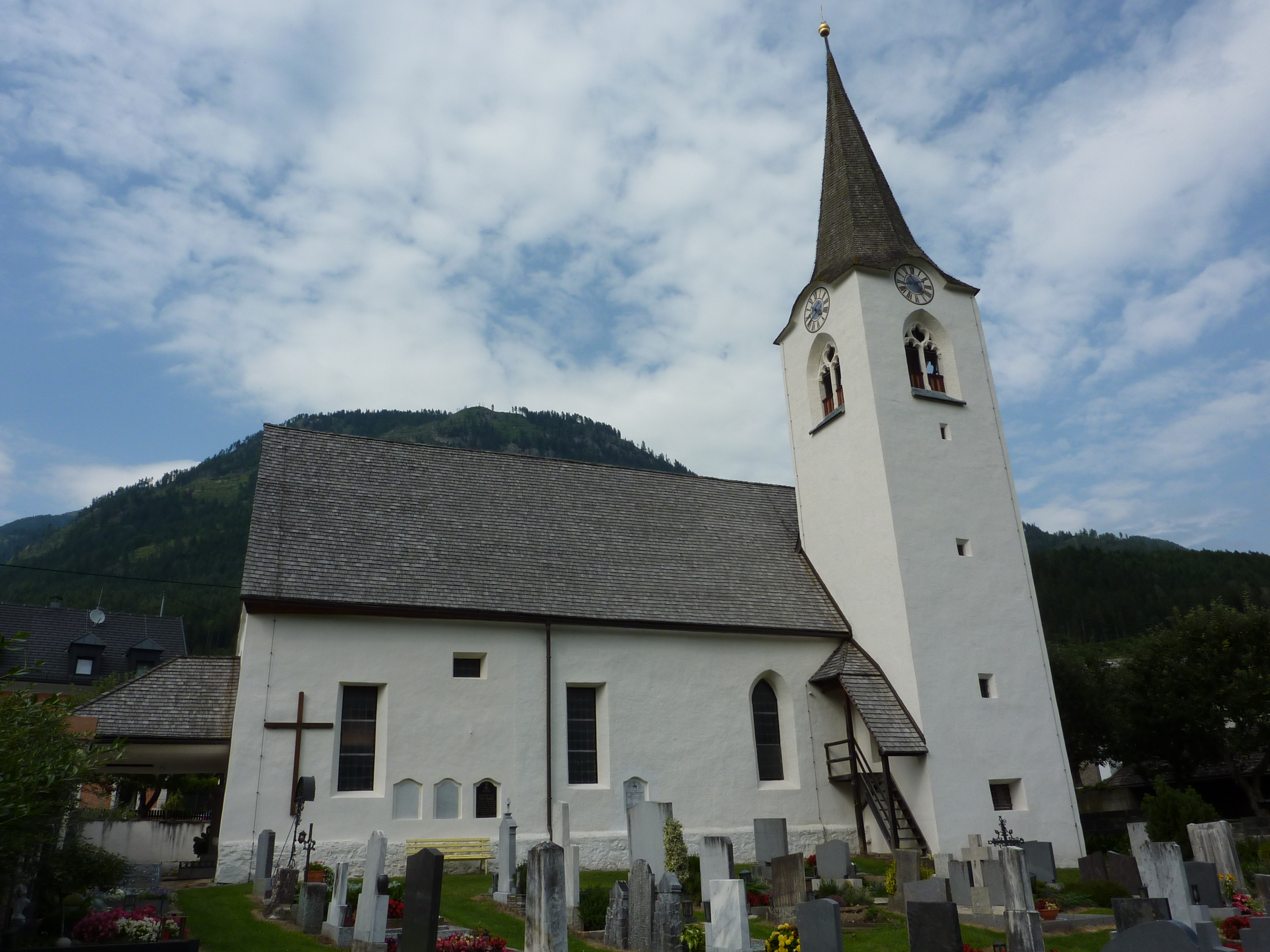
A mühldorfi plébániatemplom

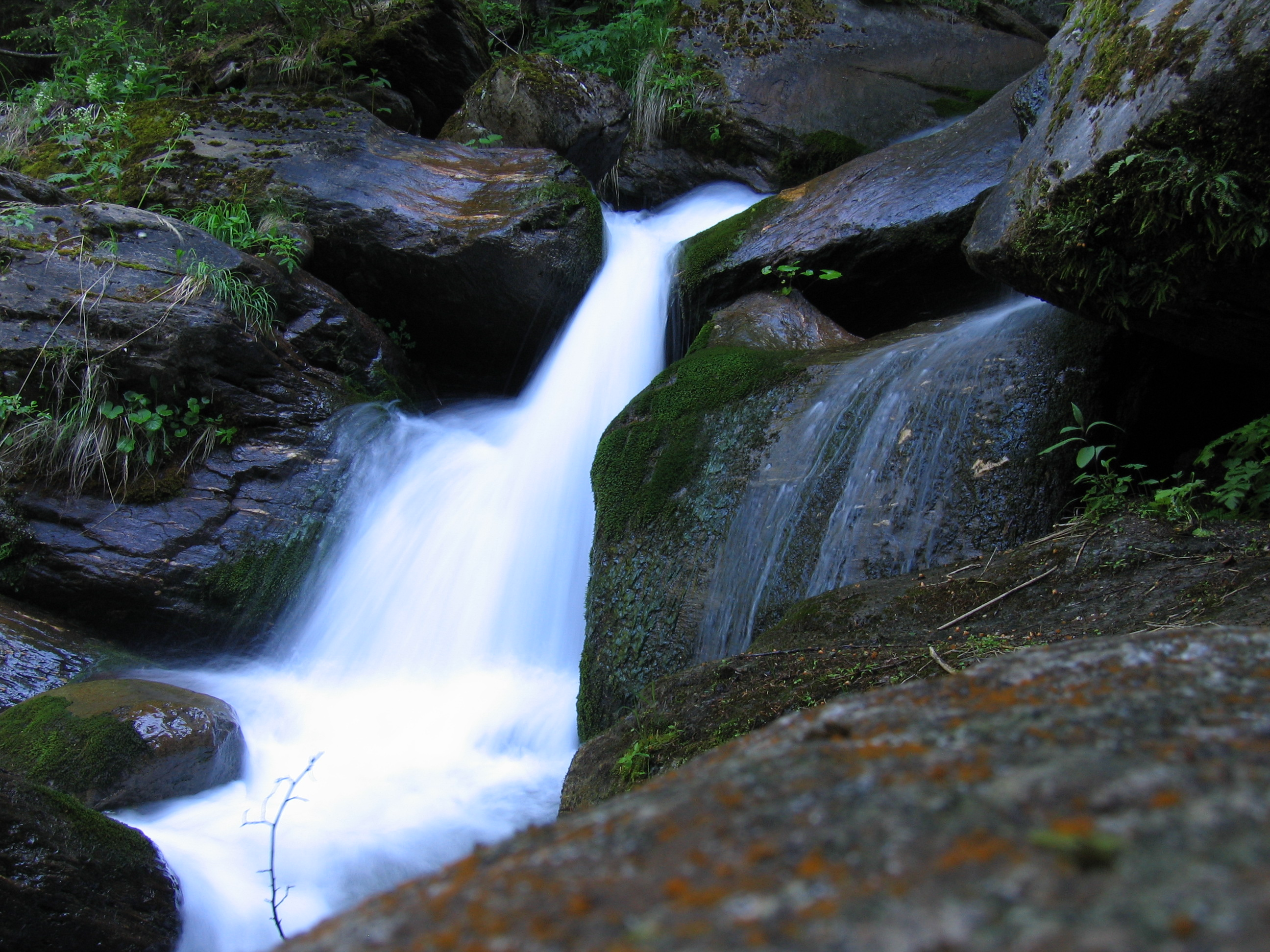
A Klinzer-szurdok

Mühldorf Karintia nyugati részén fekszik a Möll folyó (a Dráva mellékfolyója) völgyében. Északról Reißeck-csoport, délről a Kreuzeck-csoport hegyei fogják közre. Az önkormányzat három falut és településrészt fog össze: Mühldorf (893 lakos), Rappersdorf (91), Sachsenweg (4).
A környező települések: északkeletre Trebesing, keletre Lendorf és Lurnfeld, délre Sachsenburg, nyugatra Reißeck. 

## Története
Mühldorfot először 1177-ben említi III. Sándor pápa egyik oklevele. Sótelepei már legalább száz évvel korábban is ismertek voltak és felállítottak egy, a millstatti apátság tulajdonában lévő sófőző műhelyt, amelyet a szerzetesek az alacsony termelékenysége miatt inkább a helyi lakosoknak adtak át. 
A község a nevét a Mühldorfi-patakon épített számos vízimalomról kapta (mühle = malom). Az eredeti tizenegyből mára kettő maradt, a Trattner- és a Glanzer-malom.
1844-ben Johann Hopfgartner alapított Mühldorfban egy lódenkabátokat gyártó üzemet, amely ma is létezik és Ausztria határain túl is ismert. 1918-ig egy acélmű működött a községben, 1920-ban pedig a Treibacher Chemiewerke egy vízierőművet épített a Seebachon. 
A mühldorfi önkormányzat 1850-ben jött létre, ám 1865-ben Obervellachhoz csatolták. 1876-tól Kolbnitzhoz tartozott, 1913-ban pedig önállóvá vált. Az 1973-as közigazgatási reform során beolvasztották Reißeckbe, de 1992-ben egy népszavazást követően újból visszanyerte önállóságát.

## Lakosság
A mühldorfi önkormányzat területén 2016 januárjában 1005 fő élt, ami gyarapodást jelent a 2001-es 963 lakoshoz képest. Akkor a helybeliek 92,5%-a volt osztrák, 3,4% horvát állampolgár. 80,8%-uk katolikusnak, 6,1% evangélikusnak, 1,8% muszlimnak, 6,7% pedig felekezeten kívülinek vallotta magát.

## Látnivalók
- a Szt. Vid-plébániatemplom. Először 1177-ben említik.
- a rappersdorfi Szt. András-templom
- az 1470-ben épült Sternhof udvarház. 1809-ben itt volt a franciák ellen fellázadó karintiai és tiroli népfelkelők egyik vezérének, Johann Baptist Türknek (Andreas Hofer harcostársának) főhadiszállása.
- a "The Rock" beltéri falmászó sportközpont mintegy  1200 m² mászóterülettel
- a Barbarossa (vagy Klinzer)-szurdok

## Fordítás
- Ez a szócikk részben vagy egészben  a   Mühldorf (Kärnten) című német Wikipédia-szócikk ezen változatának fordításán alapul.  Az eredeti cikk szerkesztőit annak laptörténete sorolja fel. Ez a jelzés csupán a megfogalmazás eredetét és a szerzői jogokat jelzi, nem szolgál a cikkben szereplő információk forrásmegjelöléseként.